# Distintivo d'onore per gli ex irredenti volontari di guerra
Il Distintivo d'onore per gli ex irredenti volontari di guerra fu istituito dal Governo Italiano con R.D. n. 1626 del 1921, con il quale furono autorizzati a fregiarsene gli ex irredenti italiani che nell'ultima guerra contro l'Austria Ungheria, si erano arruolati volontari nell'esercito e nella marina da guerra italiane.

## Insegne
Il distintivo consiste in una striscia di seta alta 8 mm. di colore bianco, sulla quale sono ricamati gli stemmi di Trento, Trieste e Zara, quest'ultimo aggiunto con il R. D. n. 66 del 1922.
Il distintivo andava applicato o ricamato nella parte superiore del nastro della medaglia commemorativa della guerra 1915-1918 oppure si portava come nastrino subito dopo quello relativo a detta medaglia.
La normativa fu modificata con R. D. n. 2180 del 1923 che abolì la striscia di seta bianca e stabilì che i tre stemmi, alti otto millimetri, andavano ricamati o applicati in oro sulla parte superiore del nastro, oppure sul nastrino, della medaglia di benemerenza per i volontari della guerra italo-austriaca 1915-1918, anziché su quello della medaglia commemorativa della guerra 1915-1918.

Distintivo d'onore per gli ex irredenti volontari di guerra
"Distintivo d'onore per gli ex irredenti volontari di guerra" (mod. 1921) con nastrino bianco
"Distintivo d'onore per gli ex irredenti volontari di guerra" (mod. 1922) con nastrino bianco
"Distintivo d'onore per gli ex irredenti volontari di guerra" (mod. 1923) applicato sul nastrino e sul nastro della Medaglia di benemerenza per i volontari della guerra italo-austriaca 1915-1918